# 阿隆佐·福克斯
阿隆佐·帕特里克·福克斯（英語：Alonzo Patrick Fox，1895年11月11日—1984年12月19日），是美国陆军中将，曾担任道格拉斯·麦克阿瑟的助手驻日盟军副参谋长。